# HD 70771
HD 70771，又名BD+35 1819，SAO 60794、HR 3292，是一颗恒星，视星等为6.06，位于銀經187.2，銀緯33.45，其B1900.0坐标为赤經8h 18m 40.9s，赤緯+35° 33.45′ 5″。